# Darrell Porter
Darrell Ray Porter (ur. 17 stycznia 1952, zm. 5 sierpnia 2002) – amerykański baseballista, który występował na pozycji łapacza. Był jednym z pierwszych zawodowych sportowców, którzy przyznali się publicznie do uzależnienia od alkoholu i narkotyków.
Po ukończeniu szkoły średniej, w czerwcu 1970 został wybrany w 1. rundzie draftu z numerem czwartym przez Milwaukee Brewers i początkowo występował w klubach farmerskich tego zespołu, między innymi w Danville Warriors, reprezentującym poziom Class-A. W Major League Baseball zadebiutował 2 września 1971 w meczu przeciwko Kansas City Royals w wieku 19 lat. W 1973, swoim pierwszym pełnym sezonie, w głosowaniu do nagrody AL Rookie of the Year Award zajął 3. miejsce, zaś rok później po raz pierwszy otrzymał powołanie do AL All-Star Team.
W grudniu 1976 w ramach wymiany zawodników przeszedł do Kansas City Royals. W 1979 został szóstym łapaczem w historii MLB, którzy osiągnęli pułap 100 runów i 100 RBI w sezonie zasadniczym. Pod koniec 1979 roku poddał się leczeniu odwykowemu, a do zespołu powrócił pod koniec kwietnia 1980. W grudniu 1980 jako wolny agent podpisał kontrakt z St. Louis Cardinals.
W 1982 został wybrany najbardziej wartościowym zawodnikiem National League Championship Series, prowadząc Cardinals do zwycięstwa nad Atlanta Braves. W World Series Cardinals pokonali Milwaukee Brewers w siedmiu meczach i zdobyli dziesiąty w historii klubu tytuł mistrzowski; Porter wystąpił we wszystkich spotkaniach i został wybrany World Series MVP. W grudniu 1986 przeszedł do Texas Rangers, w którym zakończył karierę.
Walczący z uzależnieniem Porter został znaleziony martwy 5 sierpnia 2002 obok swojego samochodu w Sugar Creek. Przyczyną jego śmierci było zatrzymanie akcji serca.
| Nagroda/wyróżnienie      | Lata                   | Źródło |
| 4× All-Star              | 1974, 1978, 1979, 1980 | [ 2 ]  |
| Zwycięzca w World Series | 1982                   | [ 7 ]  |
| World Series MVP         | 1982                   | [ 5 ]  |
| NLCS MVP                 | 1982                   | [ 6 ]  |